# Николай Иванов (волейболист)
Вижте пояснителната страница за други личности с името Николай Иванов.
Николай Василев Иванов е български волейболист. Роден на 14 юни 1972 г., висок е 192 см и тежи 93 kg. Той е основен разпределител и капитан на българския националния отбор по волейбол до 2004 г.

## Спортна кариера
Играл е за „ЦСКА“ (София) 1989 – 1996, Катания (Италия) 1996 – 1997, Арчелик (Турция) 1997 – 2003, Нефтяник (Русия) 2003 – 2006 и Ястжибски Вигел (Полша). През лятото на 2008 подписва договор за един сезон с отбора на Халкбанк-Турция. През 2009 година се завръща в родния си клуб ЦСКА (София), където играе до 2012 г.

## Треньорска кариера
През 2013 година е назначен за помощник на старши треньора на националите – Камило Плачи.
Старши треньор национален отбор на България жени U 23 2016 година. Помощник треньор национален отбор на България жени 2016 – 2017 година. Старши треньор национален отбор на Румъния жени 2018 – 2019 година.